# Ивелина Джамбазова
Ивелина Джамбазова е президент на Зонта клуб София, част от Зонта Интернешънъл в Дистрикт 30, Ареа 05.
Тя е инженер по професия, завършва Техническия университет София със специалност „Енергетика“, к.д.т.н. с докторантура „Ефективност при експлоатацията на електро-уредби и електро-мрежи“. Професионалните ѝ отговорности и интереси са в областта на проектиране на трафопостове, организация на производството им, стандартизация на изделията в семейната компания „Метикс“ още от 2003 г.
Ивелина Джамбазова е с мандат 2020 – 2022 година и ръководи първия Зонта клуб в България. Встъпвайки в своя мандат, определя приоритетите си като президент на най-стария клуб в България в подкрепа на женското здраве и в контекста на ковид-пандемията, както и проекти срещу насилието над жени и деца.